# Claude Goudimel
Claude Goudimel (mezi 1514 a 1520?, Besançon, Francie – asi 28. srpna 1572, Lyon) byl francouzský hudební skladatel, vydavatel a hudební teoretik renesance.

## Život
Goudimel žil v Paříži, Métách, Besanconu a Lyonu. Byl pravděpodobně žákem Josquina Despreze. Domněnka, že vyučoval kolem roku 1540 v Římě na hudební škole, ze které vzešel vedle Giovanni Animuccia a Giovanni Maria Nanina také Giovanni Pierluigi da Palestrina se v nynější době považuje za neudržitelnou. V roce 1549 byl zapsán v Paříži na univerzitě, kde studoval. V témže roce vydal první knížku zpěvů. V padesátých letech byl partnerem tiskaře Du Chemina, se kterým několik let spolupracoval. V roce 1557 se přestěhoval do Mét, kde konvertoval k hugenotům. Z Mét se později přestěhoval kvůli rostoucímu nepřátelství městských úřadů vůči protestantismu do Besanconu a pak do Lyonu. Zde zemřel jako jedna z mnoha obětí Bartolomějské noci někdy mezi 28. a 31. srpnem 1572 (rozsekán a hozen do Rhôny).

## Dílo
Goudimel si získal zásluhy především zhudebněním Ženevských žalmů, které jsou dodnes známy v evropských protestantských církvích. V roce 1565 zveřejnil tzv. Ženevský žaltář. Zhudebnil metrický překlad všech 150 žalmů Clémenta Marota a Théodora Beze. Goudimel v předmluvě tohoto díla uvádí, že melodie nepocházejí od něho, ale že je pouze převzal a upravil. Žaltář vyšel o osm let později s německým textem Ambrosia Lobwassera v Lipsku, došel velké obliby a rozšířil se i do Čech a na Moravu. U nás známe přebásnění těchto žalmů od Jiřího Strejce (1546-1599), člena Jednoty bratrské, které vydal pod názvem Žalmové aneb zpěvové sv. Davida v rytmu české nově vyložené a k zpívání zformované.
Vedle zhudebněných žalmů Goudimel psal také před svou konverzí k protestantismu mše, moteta a zhudebnil Horatiovy Ody a Zpěvy, které byly z části uveřejněny ve sbírce pod názvem La fleur des chansons 1574 v Lyonu spolu s podobnými díly Orlanda di Lassa. Ve svých čtyřhlasých žalmech posunul melodii do vrchního hlasu, jak to bylo později obvyklé. Ve zhudebnění žalmů používá synkopické rytmy a oživuje tím melodii.
- Mše
  - Missa „Il ne se treuve en amitié“ pro čtyři hlasy, Du Chemin, Paříž 1551
  - 4 další čtyřhlasé mše, Le Roy & Ballard, Paříž 1558
- Žalmy
  - 8 svazků „Pseaumes de David […] mis en musique au long (en forme de motetz)“ pro tři až šest hlasů, Paříž 1551–1566
  - „Les CL Pseaumes de David […] mis en Musique à quatre parties par C. Goudimel“, Paříž 1564 a 1565
  - „Les Cent cinquante Pseaumes de David“, Paříž 1568
- Magnificat
  - Magnificat primi toni, Paříž 1553
  - Magnificat tertii toni, Paříž 1557
  - Magnificat octavi toni, Paříž 1553
- Jednotlivá chrámová díla
  - 10 latinských motet pro tři až pět hlasů, Paříž 1551
  - 6 duchovních písní, Paříž 1555
- Přes 60 světských písní